# Немезия
Немезия (Nemesia) е род от едногодишни, многогодишни и полухрасти, които са местни за пясъчните брегове или нарушена почва в Южна Африка.

## Описание
Цветовете са с две устни, като горната устна се състои от четири дяла, а долната устна – от два дяла. Среща се в много цветови разцветки от лилаво, до червено, розово, пурпурно, синьо, жълто, бяло, оранжево, керемидено.

## Отглеждане
В умерените региони те обикновено се третират като полуиздръжливи, отгледани от семена на топлина и засадени след преминаване на цялата опасност от замръзване.

## Приложение
Селектирани са многобройни хибриди декоративни растения, а едногодишните сортове са популярни сред градинарите като лехи.
Следните сортове са печелили Наградата за градински заслуги на Кралското градинарско дружество:
- Blue Cloud = „Penblue“[5]
- „Невинност“[6]
- Мелани = "Fleuron"[7]
- Nemesia denticulata[8]

## Видове
Видовете включват:
| - Nemesia acornis K.E.Steiner - Nemesia acuminata Benth. - Nemesia affinis Benth. - Nemesia albiflora N.E.Br. - Nemesia anfracta Hiern - Nemesia angustifolia Grant ex Range - Nemesia anisocarpa E.Mey. ex Benth. - Nemesia azurea Diels - Nemesia barbata (Thunb.) Benth. - Nemesia bicornis (L.) Pers. - Nemesia bodkinii Bolus - Nemesia brevicalcarata Schltr. - Nemesia caerulea Hiern - Nemesia calcarata E.Mey. ex Benth. - Nemesia cheiranthus E.Mey. ex Benth. - Nemesia chrysolopha Diels - Nemesia cynanchifolia Benth. - Nemesia deflexa Grant ex K.E.Steiner - Nemesia denticulata (Benth.) Grant ex Fourc. - Nemesia diffusa Benth. - Nemesia euryceras Schltr. - Nemesia fleckii Thell. - Nemesia floribunda Lehm. - Nemesia fruticans (Thunb.) Benth. - Nemesia glabriuscula Hilliard & B.L.Burtt - Nemesia glaucescens Hiern - Nemesia gracilis Benth. - Nemesia grandiflora Diels - Nemesia hanoverica Hiern - Nemesia hemiptera K.E.Steiner - Nemesia ionantha Diels - Nemesia karasbergensis L.Bolus | - Nemesia karroensis Bond - Nemesia lanceolata Hiern - Nemesia leipoldtii Hiern - Nemesia ligulata E.Mey. ex Benth. - Nemesia lilacina N.E.Br. - Nemesia linearis Vent. - Nemesia lucida Benth. - Nemesia macrocarpa (Aiton) Druce - Nemesia macroceras Schltr. - Nemesia marlothii Grant ex Range - Nemesia maxii Hiern - Nemesia melissifolia Benth. - Nemesia micrantha Hiern - Nemesia pageae L.Bolus - Nemesia pallida Hiern - Nemesia parviflora Benth. - Nemesia petiolina Hiern - Nemesia picta Schltr. - Nemesia pinnata (L.f.) E.Mey. ex Benth. - Nemesia platysepala Diels - Nemesia psammophila Schltr. - Nemesia pubescens Benth. - Nemesia pulchella Schltr. ex Hiern - Nemesia rupicola Hilliard - Nemesia saccata E.Mey. ex Benth. - Nemesia silvatica Hilliard - Nemesia strumosa (Benth.) Benth. - Nemesia umbonata (Hiern) Hilliard & B.L.Burtt - Nemesia violiflora Roessler - Nemesia viscosa E.Mey. ex Benth. - Nemesia williamsonii K.E.Steiner - Nemesia zimbabwensis Rendle |